# 하구리군 (아이치현)

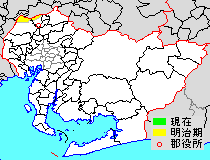
아이치현 하구리군의 위치

하구리군(葉栗郡)은 일본 아이치현(오와리국)에 있던 군이다.

## 군역
1878년 행정 구역으로 발족 당시의 군역은 아래 구역에 해당한다.
- 이치노미야시의 일부
- 고난시의 일부

## 역사
- 1878년 12월 20일 - 군구정촌 편제법이 아이치현에서 시행되면서, 행정 구역으로서의 하구리군(葉栗郡)이 발족.

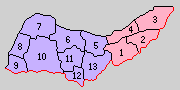
1.히보촌 2.무라쿠노촌 3.오소시카촌 4.미야다촌 5.미즈호촌 6.고묘지촌 7.기타가타촌 8.사토코마키촌 9.다마노이촌 10.구로다촌 11.오타시마촌 12.사치하라촌 13.아자이촌 (보라: 이치노미야시, 빨강: 고난시)

- 1889년 10월 1일 - 정촌제 시행에 따라 아래의 촌이 발족.(13촌)
  - 히보촌(飛保村): 현 고난시
  - 무라쿠노촌(村久野村): 현 고난시
  - 오소시카촌(小草鹿村): 현 고난시
  - 미야다촌(宮田村): 현 고난시
  - 미즈호촌(瑞穂村): 현 이치노미야시
  - 고묘지촌(光明寺村): 현 이치노미야시
  - 기타가타촌(北方村): 현 이치노미야시
  - 사토코마키촌(里小牧村): 현 이치노미야시
  - 다마노이촌(玉ノ井村): 현 이치노미야시
  - 구로다촌(黒田村): 현 이치노미야시
  - 오타시마촌(大田島村): 현 이치노미야시
  - 사치하라촌(佐千原村): 현 이치노미야시
  - 아자이촌(浅井村): 현 이치노미야시
- 1891년 4월 1일 - 군제 시행.
- 1894년 12월 24일 - 구로다촌이 정제 시행으로 구로다정(黒田町)이 됨.(1정 12촌)
- 1895년 9월 30일 - 오소시카촌이 분할되어, 일부(草井)는 구사이촌(草井村), 잔여부(小杁·鹿子島)는 오시카촌(小鹿村)이 각각 발족.(1정 13촌)
- 1900년 7월 9일 - 아자이촌이 정제 시행으로 아자이정(浅井町)이 됨.(2정 12촌)
- 1906년 5월 10일 - 아래의 정촌 통합이 시행. 각각 신설합병.(2정 4촌)
  - 구로다정 ← 구로다정［黒田·門間·内割田·外割田·三法寺］, 사토코마키촌, 다마노이촌
  - 하구리촌(葉栗村) ← 오타시마촌, 고묘지촌, 사치하라촌
  - 미야다촌 ← 히보촌, 미야다촌
  - 구사이촌 ← 구사이촌, 오시카촌, 무라쿠노촌
  - 아자이정 ← 미즈호촌, 아자이정
  - 기타가타촌 ← 기타가타촌, 구로다정［曽根］
- 1910년 2월 11일 - 구로다정이 개칭하여 기소가와정(木曽川町)이 됨.
- 1924년 12월 15일 - 미야다촌이 정제 시행으로 미야다정(宮田町)이 됨.(3정 3촌)
- 1940년 8월 1일 - 하구리촌이 이치노미야시에 편입.(3정 2촌)
- 1954년 6월 1일 - 미야다정·구사이촌이 니와군 고치노정·호테이정과 합병하여 고난시(江南市)가 발족, 군에서 이탈.(2정 1촌)
- 1955년)
  - 1월 1일 - 아자이정이 이치노미야시에 편입.(1정 1촌)
  - 4월 1일 - 기타가타촌이 이치노미야시에 편입.(1정)
- 2005년 4월 1일 - 기소가와정이 이치노미야시에 편입. 당일 하구리군은 폐지됨.